# Saranče
Saranče (Caelifera), též sarančata, jsou velkou skupinou hmyzu tradičně řazenou mezi rovnokřídlé jako podřád. Základní tělesnou stavbou se saranče příliš neliší od sesterské skupiny, kam patří kobylky a cvrčci. Mají protáhlé tělo, přední pár křídel je přeměněný v kožovité krytky a třetí pár nohou je uzpůsobený ke skákání. Všechna sarančata jsou býložravá. Některá z nich se za jistých okolností sdružují do velkých hejn, která dokážou způsobit značné škody na zemědělských plodinách i jiné vegetaci. Určité druhy sarančí jsou chovány jako krmný hmyz.
Saranče se vyskytují na celém světě, přičemž největší druhová pestrost je v tropech. V Česku žije asi 50 druhů. Některá saranče jsou běžným druhem, jiná jsou vzácná, jako glaciální relikt saranče horská, další jsou ohroženým druhem, například saranče vrzavá.

## Stavba těla
Saranče jsou středně velkým až velkým hmyzem. Tělo sarančí je rozděleno na hlavu, hruď a zadeček, které na sebe hladce navazují. Hlava je hypognátní, ústní ústrojí směřuje dolů a poněkud dozadu. Ústní ústrojí je kousací, složené z páru kusadel a páru čelistí, které sarančím umožňují konzumovat rostlinnou hmotu. Hlava obvykle nese velké složené oči a tykadla, která jsou poměrně krátká a skládají se obvykle z méně než 30 článků. Hřbetní destička předohrudi tvoří velký štít, pronotum, který pokračuje i na boky, kde překrývá pleuru, boční stranu tělního článku. Hřbetní destička středohrudi a zadohrudi téměř srůstá. První dva páry nohou jsou kráčivé, poslední pár je výrazně větší s dobře vyvinutým stehnem, které nese svaly potřebné ke skákání. Saranče mají obvykle dva páry dobře vyvinutých křídel, přední pár tvoří kožovité krytky, zadní pár bývá blanitý a široký. Křídla mohou být redukovaná nebo zakrnělá. Zadeček je tvořen jedenácti články, u nadčeledi Acridoidea je první článek zadečku opatřen párovým sluchovým orgánem. Zadní články zadečku jsou modifikovány pro potřeby rozmnožování: samičky mají krátké a tlusté kladélko, samečci krátké a pevné párové a nečlánkované přívěsky, štěty neboli cerky, uložené v kapse tvořené zvětšeným břišním štítkem devátého zadečkového článku.
Vnitřní anatomie sarančí je jednoduchá. Vole a žláznatý žaludek bývají velké, střední střevo se obvykle rozvětvuje na šest střevních laloků. Centrální nervový systém je tvořen třemi hrudními a třemi až sedmi abdominálními zauzlinami. Saranče dýchají vzdušnicemi, které mohou být u létavých a stěhovavých druhů modifikovány ve vzdušné vaky.
K největším druhům Jižní Ameriky a ve světě vůbec patří zástupci neotropického rodu Tropidacris, druh Tropidacris cristata dosahuje délky až 14,5 cm a rozpětí křídel 24 cm. V Austrálii je největším zástupcem Valanga irregularis, jejíž samičky dorůstají 60 až 75 mm, ale byli zaznamenáni jedinci až o velikosti 90 mm. Největší evropský druh je saranče egyptská (Anacridium aegyptium), jejíž samičky dorůstají 46 až 70 mm.

## Biologie
Saranče jsou aktivní především během dne. Mnohá saranče nejsou dobrými letci, ale v nadčeledi Acridoidea je několik výborných letců, kteří dokáží letět celé hodiny. Žijí obvykle jednotlivě. Jsou to gonochoristé a rozmnožují se pohlavně. Mnoho druhů sarančí cvrká, zvláště samečci. Zvuk vzniká třením stehen zadního páru nohou o křídelní krytky. Samečkové předávají samičce spermie v malých spermatoforech, kterých může být i několik. Samička klade vajíčka ve skupinách do půdy, případně u některých druhů na rostliny. Samičky monotypické podčeledi Pauliniinae kladou vajíčka na ponořené vodní rostliny. Saranče žijící v mírném podnebném pásu často přezimují právě ve stadiu vajíček. Proměna je nedokonalá, z vajíček se líhne pronymfa, dalších larválních instarů je tři až šest. Nymfy se podobají dospělcům, ale nemají křídla.

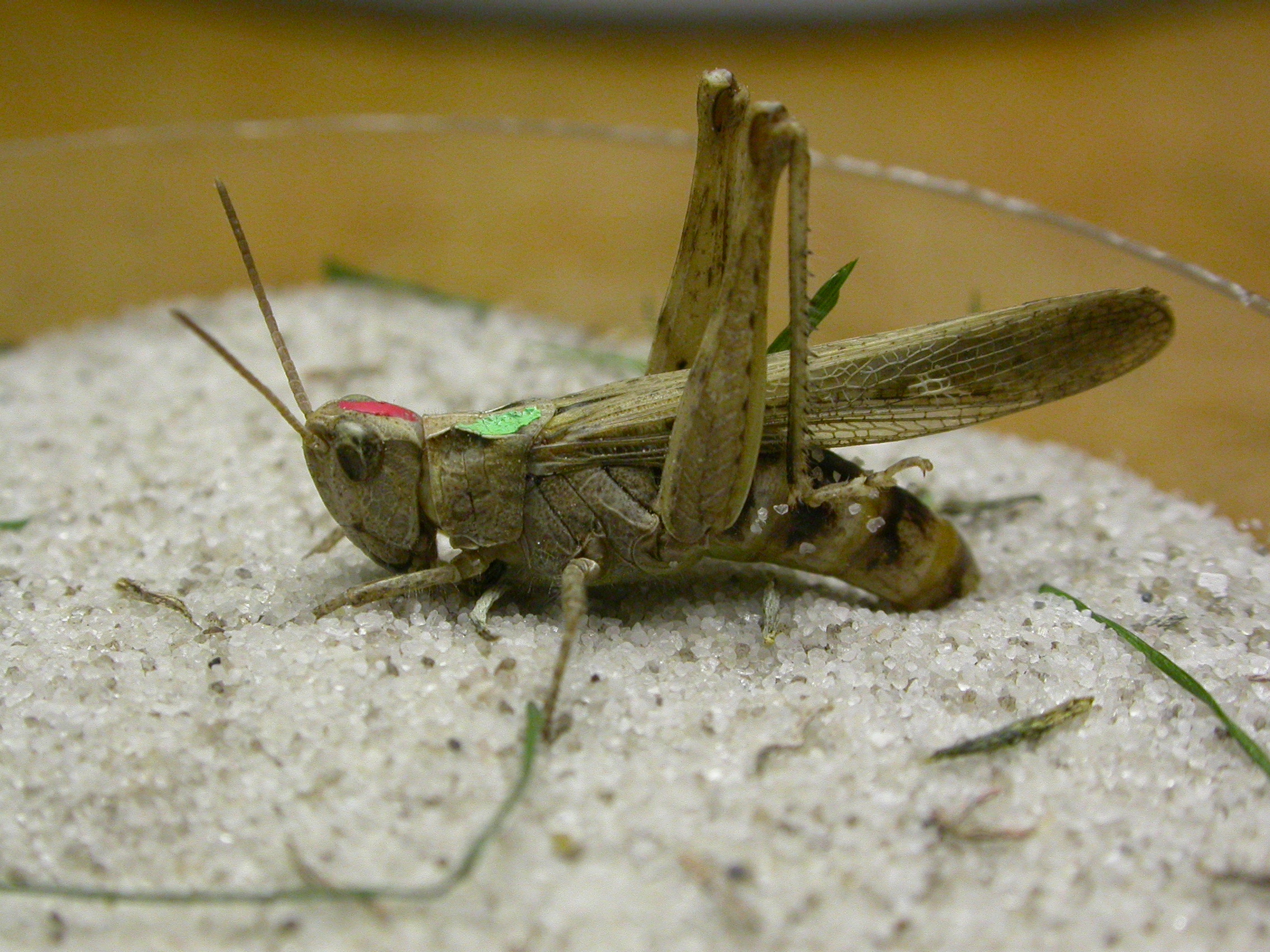
Samička saranče dlouhokřídlé (Chorthippus brunneus) kladoucí vajíčka do písčitého substrátu (odchov)
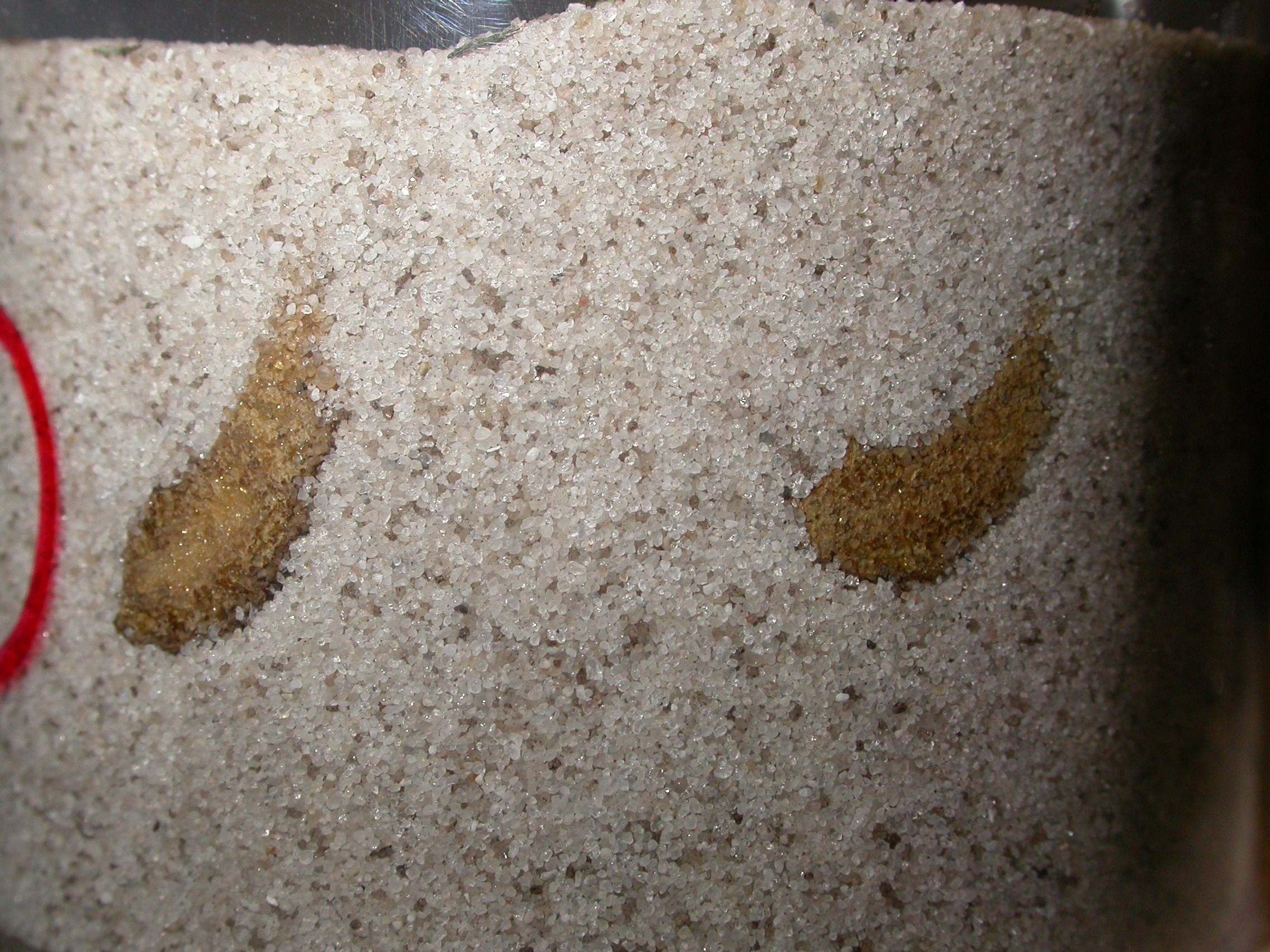
Dvě ootéky saranče dlouhokřídlé uložené v substrátu (odchov)
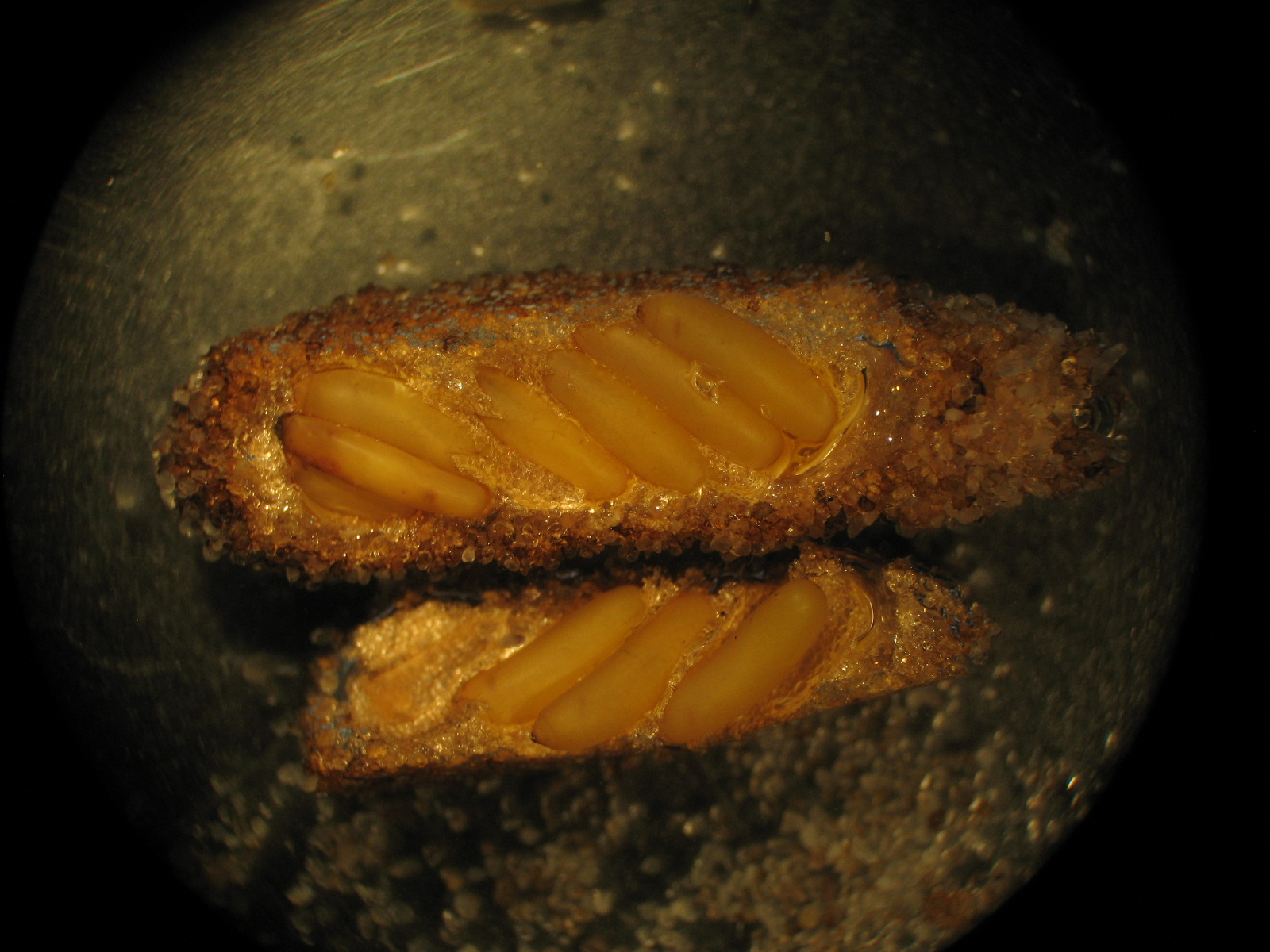
Pěnovitá ootéka saranče dlouhokřídlé s vajíčky
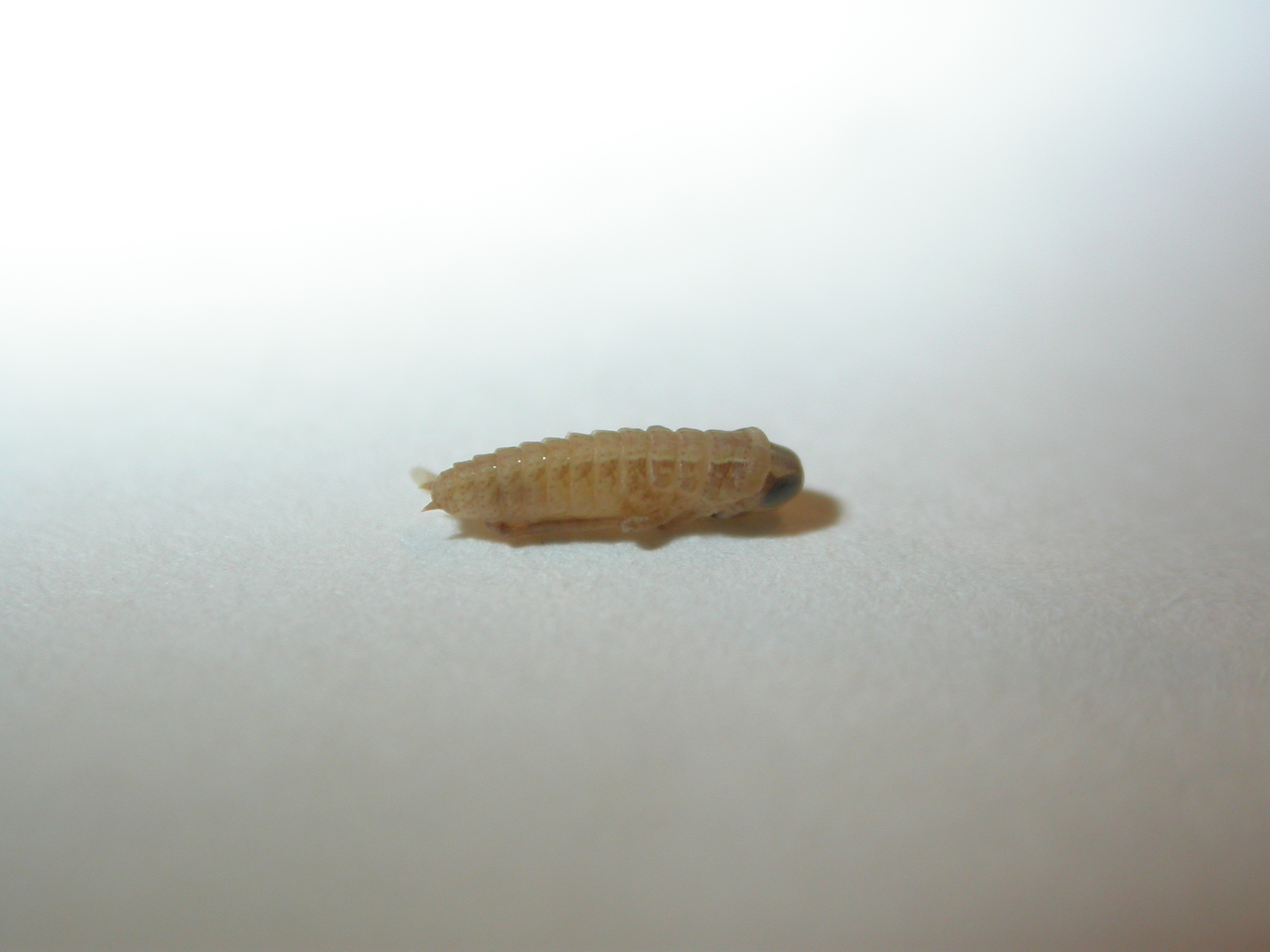
Larva po vylíhnutí (boční pohled)
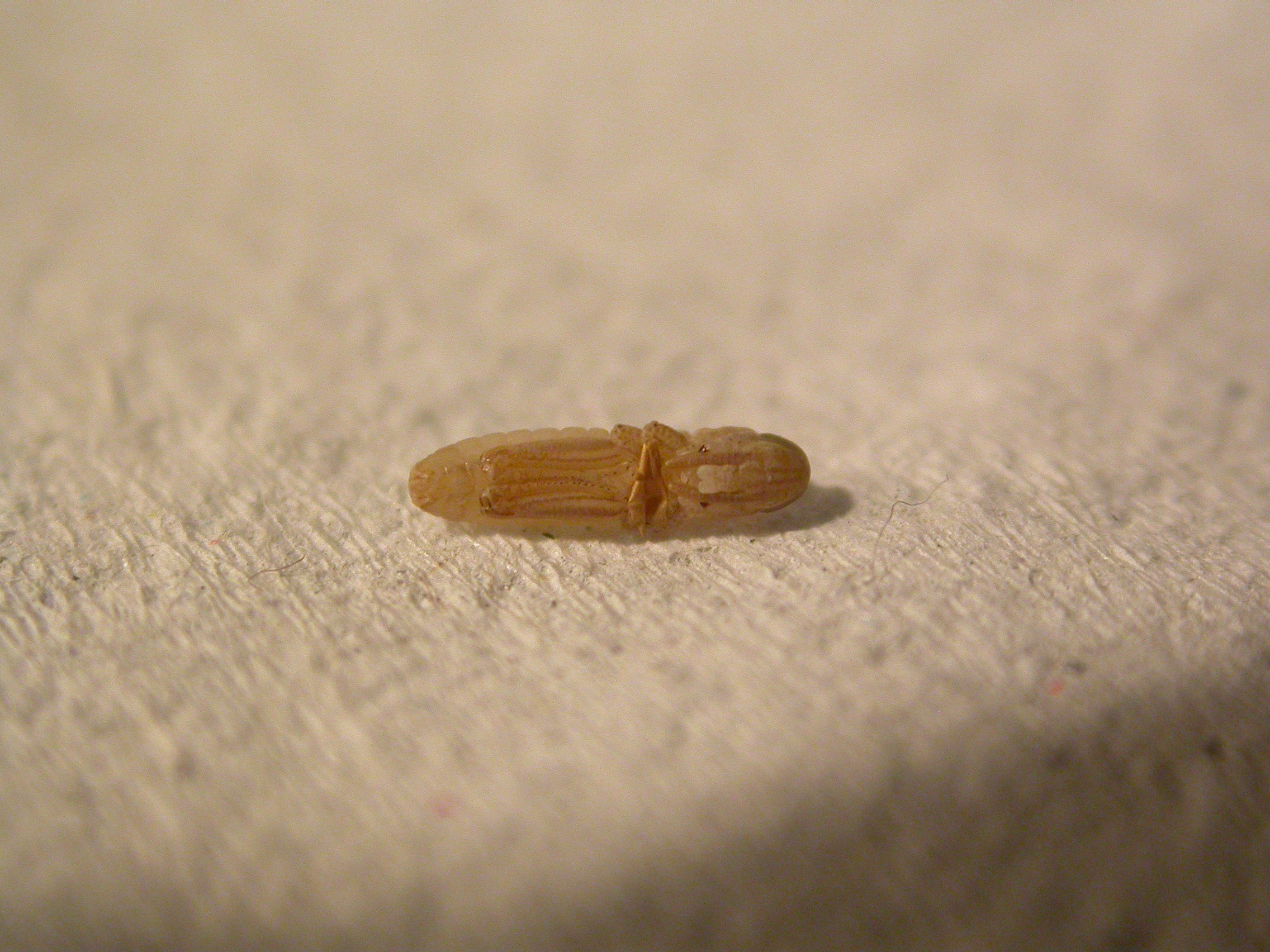
Larva po vylíhnutí (spodní pohled)

## Fylogeneze
Ensifera, Caelifera a všechny nadčeledi sarančí kromě Pamphagoidea se zdají být monofyletické.
|  | Pneumoridae                                                                              |
|  |                                                                                          |
|  | \| \| Pyrgomorphidae \| \| \| \| \| \| Acrididae (sarančovití) + Pamphagidae \| \| \| \| |
|  |                                                                                          |
|  | Pyrgomorphidae                                                                           |
|  |                                                                                          |
|  | Acrididae (sarančovití) + Pamphagidae                                                    |
|  |                                                                                          |

|  | Pyrgomorphidae                        |
|  |                                       |
|  | Acrididae (sarančovití) + Pamphagidae |
|  |                                       |

|  | Pneumoridae                                                                              |
|  |                                                                                          |
|  | \| \| Pyrgomorphidae \| \| \| \| \| \| Acrididae (sarančovití) + Pamphagidae \| \| \| \| |
|  |                                                                                          |
|  | Pyrgomorphidae                                                                           |
|  |                                                                                          |
|  | Acrididae (sarančovití) + Pamphagidae                                                    |
|  |                                                                                          |

|  | Pyrgomorphidae                        |
|  |                                       |
|  | Acrididae (sarančovití) + Pamphagidae |
|  |                                       |

|  | Pneumoridae                                                                              |
|  |                                                                                          |
|  | \| \| Pyrgomorphidae \| \| \| \| \| \| Acrididae (sarančovití) + Pamphagidae \| \| \| \| |
|  |                                                                                          |
|  | Pyrgomorphidae                                                                           |
|  |                                                                                          |
|  | Acrididae (sarančovití) + Pamphagidae                                                    |
|  |                                                                                          |

|  | Pyrgomorphidae                        |
|  |                                       |
|  | Acrididae (sarančovití) + Pamphagidae |
|  |                                       |

|  | Pneumoridae                                                                              |
|  |                                                                                          |
|  | \| \| Pyrgomorphidae \| \| \| \| \| \| Acrididae (sarančovití) + Pamphagidae \| \| \| \| |
|  |                                                                                          |
|  | Pyrgomorphidae                                                                           |
|  |                                                                                          |
|  | Acrididae (sarančovití) + Pamphagidae                                                    |
|  |                                                                                          |

|  | Pyrgomorphidae                        |
|  |                                       |
|  | Acrididae (sarančovití) + Pamphagidae |
|  |                                       |

|  | Pneumoridae                                                                              |
|  |                                                                                          |
|  | \| \| Pyrgomorphidae \| \| \| \| \| \| Acrididae (sarančovití) + Pamphagidae \| \| \| \| |
|  |                                                                                          |
|  | Pyrgomorphidae                                                                           |
|  |                                                                                          |
|  | Acrididae (sarančovití) + Pamphagidae                                                    |
|  |                                                                                          |

|  | Pyrgomorphidae                        |
|  |                                       |
|  | Acrididae (sarančovití) + Pamphagidae |
|  |                                       |

|  | Pneumoridae                                                                              |
|  |                                                                                          |
|  | \| \| Pyrgomorphidae \| \| \| \| \| \| Acrididae (sarančovití) + Pamphagidae \| \| \| \| |
|  |                                                                                          |
|  | Pyrgomorphidae                                                                           |
|  |                                                                                          |
|  | Acrididae (sarančovití) + Pamphagidae                                                    |
|  |                                                                                          |

|  | Pyrgomorphidae                        |
|  |                                       |
|  | Acrididae (sarančovití) + Pamphagidae |
|  |                                       |

|  | Pneumoridae                                                                              |
|  |                                                                                          |
|  | \| \| Pyrgomorphidae \| \| \| \| \| \| Acrididae (sarančovití) + Pamphagidae \| \| \| \| |
|  |                                                                                          |
|  | Pyrgomorphidae                                                                           |
|  |                                                                                          |
|  | Acrididae (sarančovití) + Pamphagidae                                                    |
|  |                                                                                          |

|  | Pyrgomorphidae                        |
|  |                                       |
|  | Acrididae (sarančovití) + Pamphagidae |
|  |                                       |

|  | Pneumoridae                                                                              |
|  |                                                                                          |
|  | \| \| Pyrgomorphidae \| \| \| \| \| \| Acrididae (sarančovití) + Pamphagidae \| \| \| \| |
|  |                                                                                          |
|  | Pyrgomorphidae                                                                           |
|  |                                                                                          |
|  | Acrididae (sarančovití) + Pamphagidae                                                    |
|  |                                                                                          |

|  | Pyrgomorphidae                        |
|  |                                       |
|  | Acrididae (sarančovití) + Pamphagidae |
|  |                                       |

|  | Pneumoridae                                                                              |
|  |                                                                                          |
|  | \| \| Pyrgomorphidae \| \| \| \| \| \| Acrididae (sarančovití) + Pamphagidae \| \| \| \| |
|  |                                                                                          |
|  | Pyrgomorphidae                                                                           |
|  |                                                                                          |
|  | Acrididae (sarančovití) + Pamphagidae                                                    |
|  |                                                                                          |

|  | Pyrgomorphidae                        |
|  |                                       |
|  | Acrididae (sarančovití) + Pamphagidae |
|  |                                       |

|  | Pneumoridae                                                                              |
|  |                                                                                          |
|  | \| \| Pyrgomorphidae \| \| \| \| \| \| Acrididae (sarančovití) + Pamphagidae \| \| \| \| |
|  |                                                                                          |
|  | Pyrgomorphidae                                                                           |
|  |                                                                                          |
|  | Acrididae (sarančovití) + Pamphagidae                                                    |
|  |                                                                                          |

|  | Pyrgomorphidae                        |
|  |                                       |
|  | Acrididae (sarančovití) + Pamphagidae |
|  |                                       |

|  | Pneumoridae                                                                              |
|  |                                                                                          |
|  | \| \| Pyrgomorphidae \| \| \| \| \| \| Acrididae (sarančovití) + Pamphagidae \| \| \| \| |
|  |                                                                                          |
|  | Pyrgomorphidae                                                                           |
|  |                                                                                          |
|  | Acrididae (sarančovití) + Pamphagidae                                                    |
|  |                                                                                          |

|  | Pyrgomorphidae                        |
|  |                                       |
|  | Acrididae (sarančovití) + Pamphagidae |
|  |                                       |

|  | Pneumoridae                                                                              |
|  |                                                                                          |
|  | \| \| Pyrgomorphidae \| \| \| \| \| \| Acrididae (sarančovití) + Pamphagidae \| \| \| \| |
|  |                                                                                          |
|  | Pyrgomorphidae                                                                           |
|  |                                                                                          |
|  | Acrididae (sarančovití) + Pamphagidae                                                    |
|  |                                                                                          |

|  | Pyrgomorphidae                        |
|  |                                       |
|  | Acrididae (sarančovití) + Pamphagidae |
|  |                                       |

|  | Pneumoridae                                                                              |
|  |                                                                                          |
|  | \| \| Pyrgomorphidae \| \| \| \| \| \| Acrididae (sarančovití) + Pamphagidae \| \| \| \| |
|  |                                                                                          |
|  | Pyrgomorphidae                                                                           |
|  |                                                                                          |
|  | Acrididae (sarančovití) + Pamphagidae                                                    |
|  |                                                                                          |

|  | Pyrgomorphidae                        |
|  |                                       |
|  | Acrididae (sarančovití) + Pamphagidae |
|  |                                       |

|  | Pneumoridae                                                                              |
|  |                                                                                          |
|  | \| \| Pyrgomorphidae \| \| \| \| \| \| Acrididae (sarančovití) + Pamphagidae \| \| \| \| |
|  |                                                                                          |
|  | Pyrgomorphidae                                                                           |
|  |                                                                                          |
|  | Acrididae (sarančovití) + Pamphagidae                                                    |
|  |                                                                                          |

|  | Pyrgomorphidae                        |
|  |                                       |
|  | Acrididae (sarančovití) + Pamphagidae |
|  |                                       |

|  | Pneumoridae                                                                              |
|  |                                                                                          |
|  | \| \| Pyrgomorphidae \| \| \| \| \| \| Acrididae (sarančovití) + Pamphagidae \| \| \| \| |
|  |                                                                                          |
|  | Pyrgomorphidae                                                                           |
|  |                                                                                          |
|  | Acrididae (sarančovití) + Pamphagidae                                                    |
|  |                                                                                          |

|  | Pyrgomorphidae                        |
|  |                                       |
|  | Acrididae (sarančovití) + Pamphagidae |
|  |                                       |

|  | Pneumoridae                                                                              |
|  |                                                                                          |
|  | \| \| Pyrgomorphidae \| \| \| \| \| \| Acrididae (sarančovití) + Pamphagidae \| \| \| \| |
|  |                                                                                          |
|  | Pyrgomorphidae                                                                           |
|  |                                                                                          |
|  | Acrididae (sarančovití) + Pamphagidae                                                    |
|  |                                                                                          |

|  | Pyrgomorphidae                        |
|  |                                       |
|  | Acrididae (sarančovití) + Pamphagidae |
|  |                                       |

|  | Pneumoridae                                                                              |
|  |                                                                                          |
|  | \| \| Pyrgomorphidae \| \| \| \| \| \| Acrididae (sarančovití) + Pamphagidae \| \| \| \| |
|  |                                                                                          |
|  | Pyrgomorphidae                                                                           |
|  |                                                                                          |
|  | Acrididae (sarančovití) + Pamphagidae                                                    |
|  |                                                                                          |

|  | Pyrgomorphidae                        |
|  |                                       |
|  | Acrididae (sarančovití) + Pamphagidae |
|  |                                       |

|  | Pneumoridae                                                                              |
|  |                                                                                          |
|  | \| \| Pyrgomorphidae \| \| \| \| \| \| Acrididae (sarančovití) + Pamphagidae \| \| \| \| |
|  |                                                                                          |
|  | Pyrgomorphidae                                                                           |
|  |                                                                                          |
|  | Acrididae (sarančovití) + Pamphagidae                                                    |
|  |                                                                                          |

|  | Pyrgomorphidae                        |
|  |                                       |
|  | Acrididae (sarančovití) + Pamphagidae |
|  |                                       |

|  | Pneumoridae                                                                              |
|  |                                                                                          |
|  | \| \| Pyrgomorphidae \| \| \| \| \| \| Acrididae (sarančovití) + Pamphagidae \| \| \| \| |
|  |                                                                                          |
|  | Pyrgomorphidae                                                                           |
|  |                                                                                          |
|  | Acrididae (sarančovití) + Pamphagidae                                                    |
|  |                                                                                          |

|  | Pyrgomorphidae                        |
|  |                                       |
|  | Acrididae (sarančovití) + Pamphagidae |
|  |                                       |

|  | Pneumoridae                                                                              |
|  |                                                                                          |
|  | \| \| Pyrgomorphidae \| \| \| \| \| \| Acrididae (sarančovití) + Pamphagidae \| \| \| \| |
|  |                                                                                          |
|  | Pyrgomorphidae                                                                           |
|  |                                                                                          |
|  | Acrididae (sarančovití) + Pamphagidae                                                    |
|  |                                                                                          |

|  | Pyrgomorphidae                        |
|  |                                       |
|  | Acrididae (sarančovití) + Pamphagidae |
|  |                                       |

|  | Pneumoridae                                                                              |
|  |                                                                                          |
|  | \| \| Pyrgomorphidae \| \| \| \| \| \| Acrididae (sarančovití) + Pamphagidae \| \| \| \| |
|  |                                                                                          |
|  | Pyrgomorphidae                                                                           |
|  |                                                                                          |
|  | Acrididae (sarančovití) + Pamphagidae                                                    |
|  |                                                                                          |

|  | Pyrgomorphidae                        |
|  |                                       |
|  | Acrididae (sarančovití) + Pamphagidae |
|  |                                       |

|  | Pneumoridae                                                                              |
|  |                                                                                          |
|  | \| \| Pyrgomorphidae \| \| \| \| \| \| Acrididae (sarančovití) + Pamphagidae \| \| \| \| |
|  |                                                                                          |
|  | Pyrgomorphidae                                                                           |
|  |                                                                                          |
|  | Acrididae (sarančovití) + Pamphagidae                                                    |
|  |                                                                                          |

|  | Pyrgomorphidae                        |
|  |                                       |
|  | Acrididae (sarančovití) + Pamphagidae |
|  |                                       |

|  | Pneumoridae                                                                              |
|  |                                                                                          |
|  | \| \| Pyrgomorphidae \| \| \| \| \| \| Acrididae (sarančovití) + Pamphagidae \| \| \| \| |
|  |                                                                                          |
|  | Pyrgomorphidae                                                                           |
|  |                                                                                          |
|  | Acrididae (sarančovití) + Pamphagidae                                                    |
|  |                                                                                          |

|  | Pyrgomorphidae                        |
|  |                                       |
|  | Acrididae (sarančovití) + Pamphagidae |
|  |                                       |

|  | Pneumoridae                                                                              |
|  |                                                                                          |
|  | \| \| Pyrgomorphidae \| \| \| \| \| \| Acrididae (sarančovití) + Pamphagidae \| \| \| \| |
|  |                                                                                          |
|  | Pyrgomorphidae                                                                           |
|  |                                                                                          |
|  | Acrididae (sarančovití) + Pamphagidae                                                    |
|  |                                                                                          |

|  | Pyrgomorphidae                        |
|  |                                       |
|  | Acrididae (sarančovití) + Pamphagidae |
|  |                                       |

|  | Pneumoridae                                                                              |
|  |                                                                                          |
|  | \| \| Pyrgomorphidae \| \| \| \| \| \| Acrididae (sarančovití) + Pamphagidae \| \| \| \| |
|  |                                                                                          |
|  | Pyrgomorphidae                                                                           |
|  |                                                                                          |
|  | Acrididae (sarančovití) + Pamphagidae                                                    |
|  |                                                                                          |

|  | Pyrgomorphidae                        |
|  |                                       |
|  | Acrididae (sarančovití) + Pamphagidae |
|  |                                       |

|  | Pneumoridae                                                                              |
|  |                                                                                          |
|  | \| \| Pyrgomorphidae \| \| \| \| \| \| Acrididae (sarančovití) + Pamphagidae \| \| \| \| |
|  |                                                                                          |
|  | Pyrgomorphidae                                                                           |
|  |                                                                                          |
|  | Acrididae (sarančovití) + Pamphagidae                                                    |
|  |                                                                                          |

|  | Pyrgomorphidae                        |
|  |                                       |
|  | Acrididae (sarančovití) + Pamphagidae |
|  |                                       |

|  | Pneumoridae                                                                              |
|  |                                                                                          |
|  | \| \| Pyrgomorphidae \| \| \| \| \| \| Acrididae (sarančovití) + Pamphagidae \| \| \| \| |
|  |                                                                                          |
|  | Pyrgomorphidae                                                                           |
|  |                                                                                          |
|  | Acrididae (sarančovití) + Pamphagidae                                                    |
|  |                                                                                          |

|  | Pyrgomorphidae                        |
|  |                                       |
|  | Acrididae (sarančovití) + Pamphagidae |
|  |                                       |

|  | Pneumoridae                                                                              |
|  |                                                                                          |
|  | \| \| Pyrgomorphidae \| \| \| \| \| \| Acrididae (sarančovití) + Pamphagidae \| \| \| \| |
|  |                                                                                          |
|  | Pyrgomorphidae                                                                           |
|  |                                                                                          |
|  | Acrididae (sarančovití) + Pamphagidae                                                    |
|  |                                                                                          |

|  | Pyrgomorphidae                        |
|  |                                       |
|  | Acrididae (sarančovití) + Pamphagidae |
|  |                                       |

|  | Pneumoridae                                                                              |
|  |                                                                                          |
|  | \| \| Pyrgomorphidae \| \| \| \| \| \| Acrididae (sarančovití) + Pamphagidae \| \| \| \| |
|  |                                                                                          |
|  | Pyrgomorphidae                                                                           |
|  |                                                                                          |
|  | Acrididae (sarančovití) + Pamphagidae                                                    |
|  |                                                                                          |

|  | Pyrgomorphidae                        |
|  |                                       |
|  | Acrididae (sarančovití) + Pamphagidae |
|  |                                       |

|  | Pneumoridae                                                                              |
|  |                                                                                          |
|  | \| \| Pyrgomorphidae \| \| \| \| \| \| Acrididae (sarančovití) + Pamphagidae \| \| \| \| |
|  |                                                                                          |
|  | Pyrgomorphidae                                                                           |
|  |                                                                                          |
|  | Acrididae (sarančovití) + Pamphagidae                                                    |
|  |                                                                                          |

|  | Pyrgomorphidae                        |
|  |                                       |
|  | Acrididae (sarančovití) + Pamphagidae |
|  |                                       |

|  | Pneumoridae                                                                              |
|  |                                                                                          |
|  | \| \| Pyrgomorphidae \| \| \| \| \| \| Acrididae (sarančovití) + Pamphagidae \| \| \| \| |
|  |                                                                                          |
|  | Pyrgomorphidae                                                                           |
|  |                                                                                          |
|  | Acrididae (sarančovití) + Pamphagidae                                                    |
|  |                                                                                          |

|  | Pyrgomorphidae                        |
|  |                                       |
|  | Acrididae (sarančovití) + Pamphagidae |
|  |                                       |

|  | Pneumoridae                                                                              |
|  |                                                                                          |
|  | \| \| Pyrgomorphidae \| \| \| \| \| \| Acrididae (sarančovití) + Pamphagidae \| \| \| \| |
|  |                                                                                          |
|  | Pyrgomorphidae                                                                           |
|  |                                                                                          |
|  | Acrididae (sarančovití) + Pamphagidae                                                    |
|  |                                                                                          |

|  | Pyrgomorphidae                        |
|  |                                       |
|  | Acrididae (sarančovití) + Pamphagidae |
|  |                                       |

## Význam
Saranče jsou významným článkem v potravním řetězci. Mohou působit značné škody na zemědělských plodinách.
Zejména v Mexiku a Asii je saranče součástí tradiční kuchyně. V Japonsku se ze sarančí připravuje populární Inago no tsukudani. Připravuje se na způsob tzv. „tsukudani“, kdy se saranče povaří v sójové omáčce a cukru. Před zpracováním jsou sarančata ponechána na jednu noc bez potravy aby se pročistila a následně se krátce umístí do vroucí směsi a scedí. Poté se pečou na rozpálené pánvi bez tuku a jakmile se vypaří přebytečná voda, přidává se olej a restují se do křupava. Podávají se s omáčkou a rýží. Místní obyvatelé trpěli nálety kobylek a tak je později začali konzumovat jako bohatý zdroj bílkovin. Zejména v horských oblastech sloužily jako významný doplněk výživy obyvatelstva.